# Laureana di Borrello

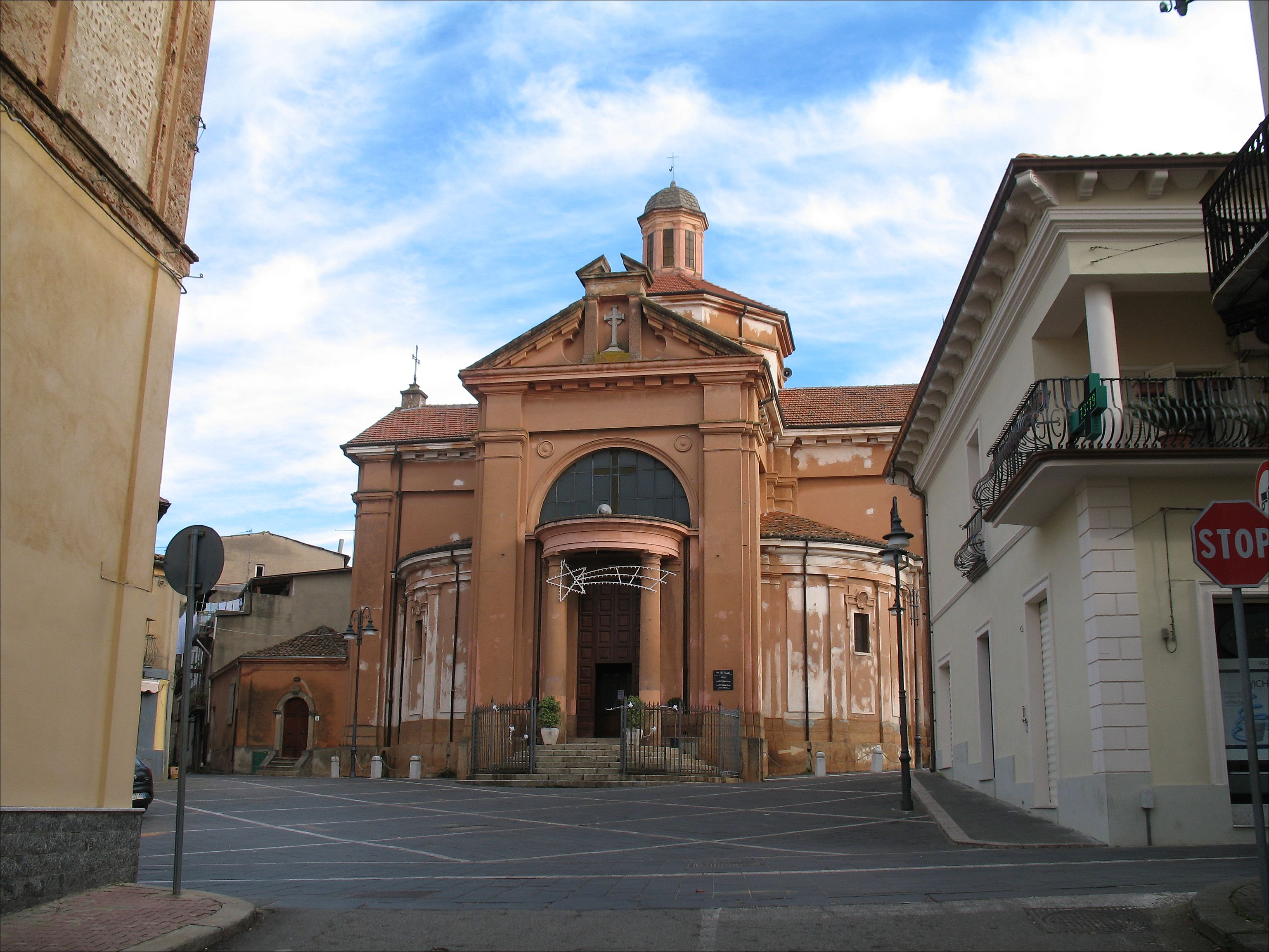
Chiesa Matrice

Laureana di Borrello is een gemeente in de Italiaanse provincie Reggio Calabria (regio Calabrië) en telt 5520 inwoners (31-12-2004). De oppervlakte bedraagt 35,4 km², de bevolkingsdichtheid is 163 inwoners per km².

## Demografie
Laureana di Borrello telt ongeveer 1975 huishoudens. Het aantal inwoners daalde in de periode 1991-2001 met 11,4% volgens cijfers uit de tienjaarlijkse volkstellingen van ISTAT.
| Jaar | Inwoneraantal |
| ---- | ------------- |
| 1991 | 6442          |
| 2001 | 5709          |

## Geografie
Laureana di Borrello grenst aan de volgende gemeenten: Candidoni, Feroleto della Chiesa, Galatro, Rosarno, San Pietro di Caridà, Serrata.

## Galerij

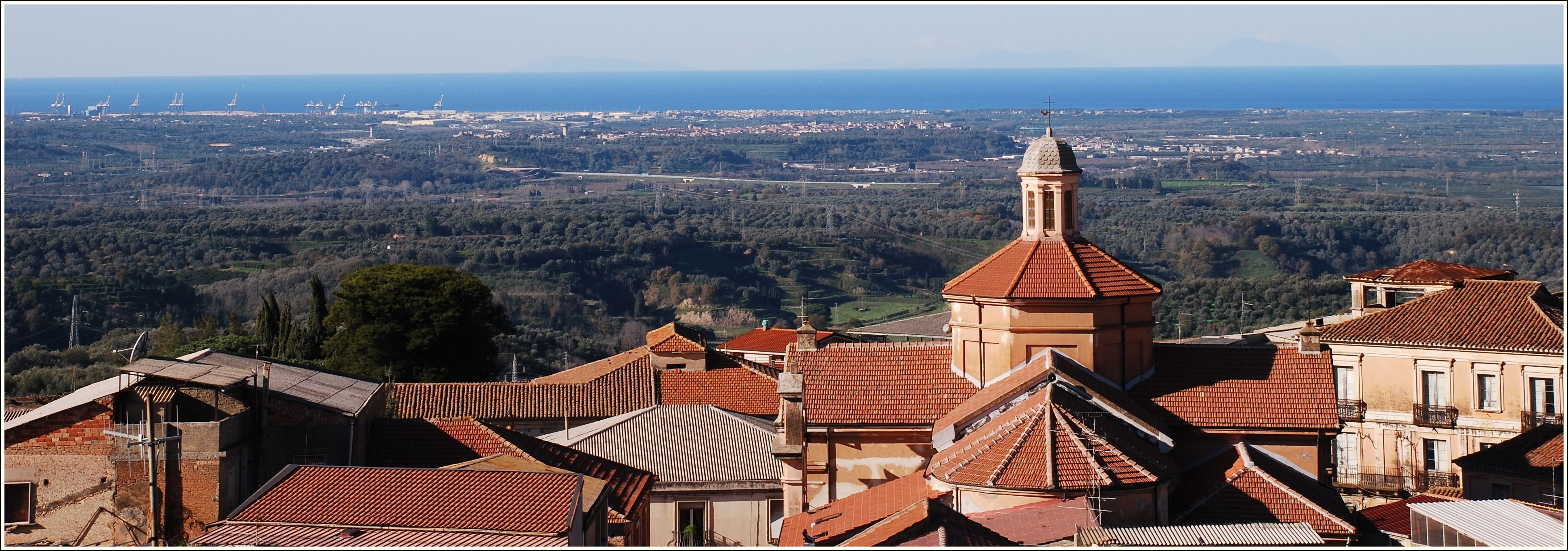
Laureana

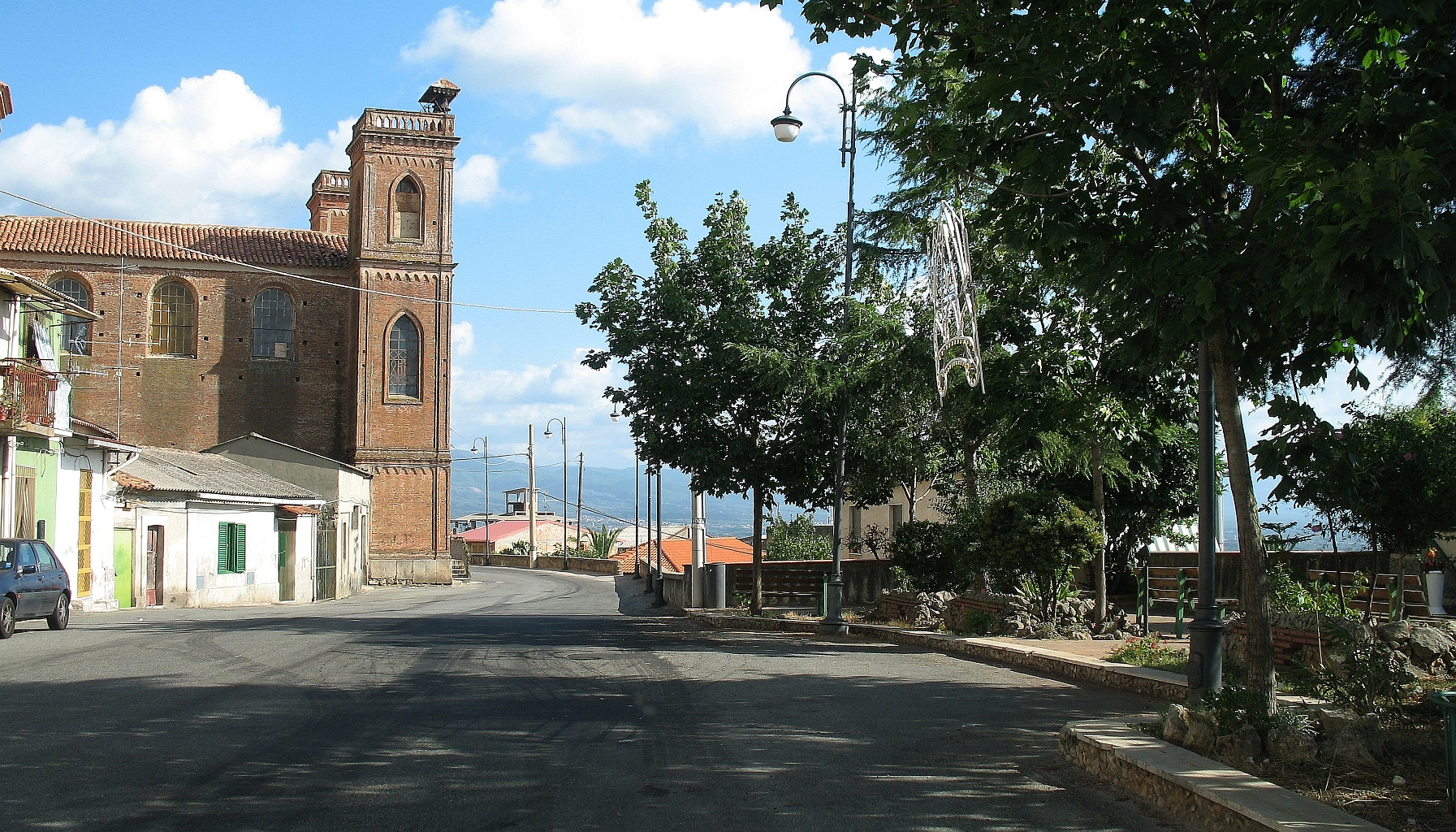
Via belvedere S.Anton
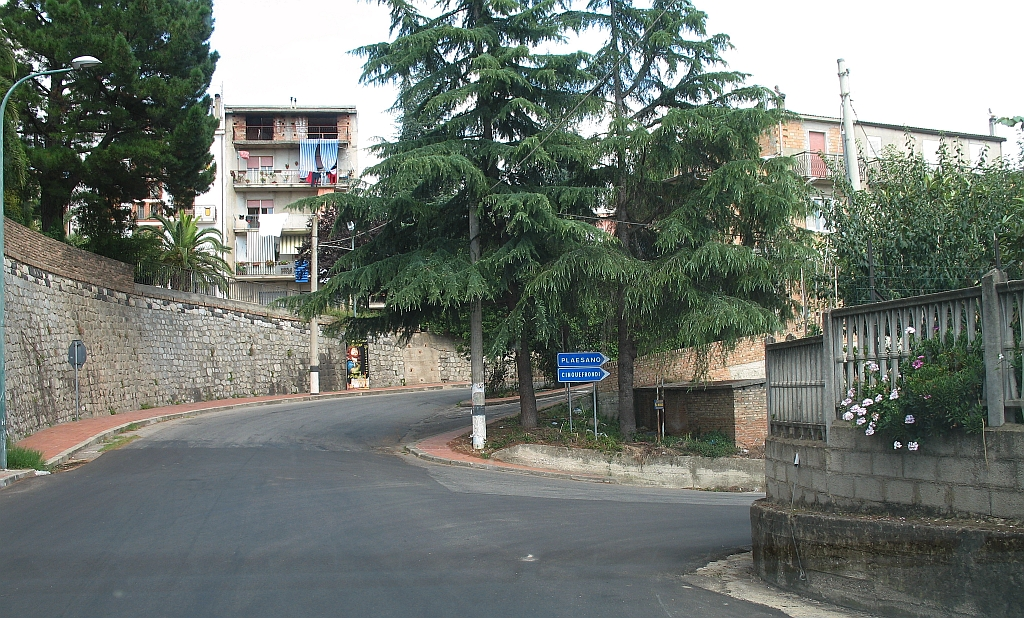
Laureana di Borrello
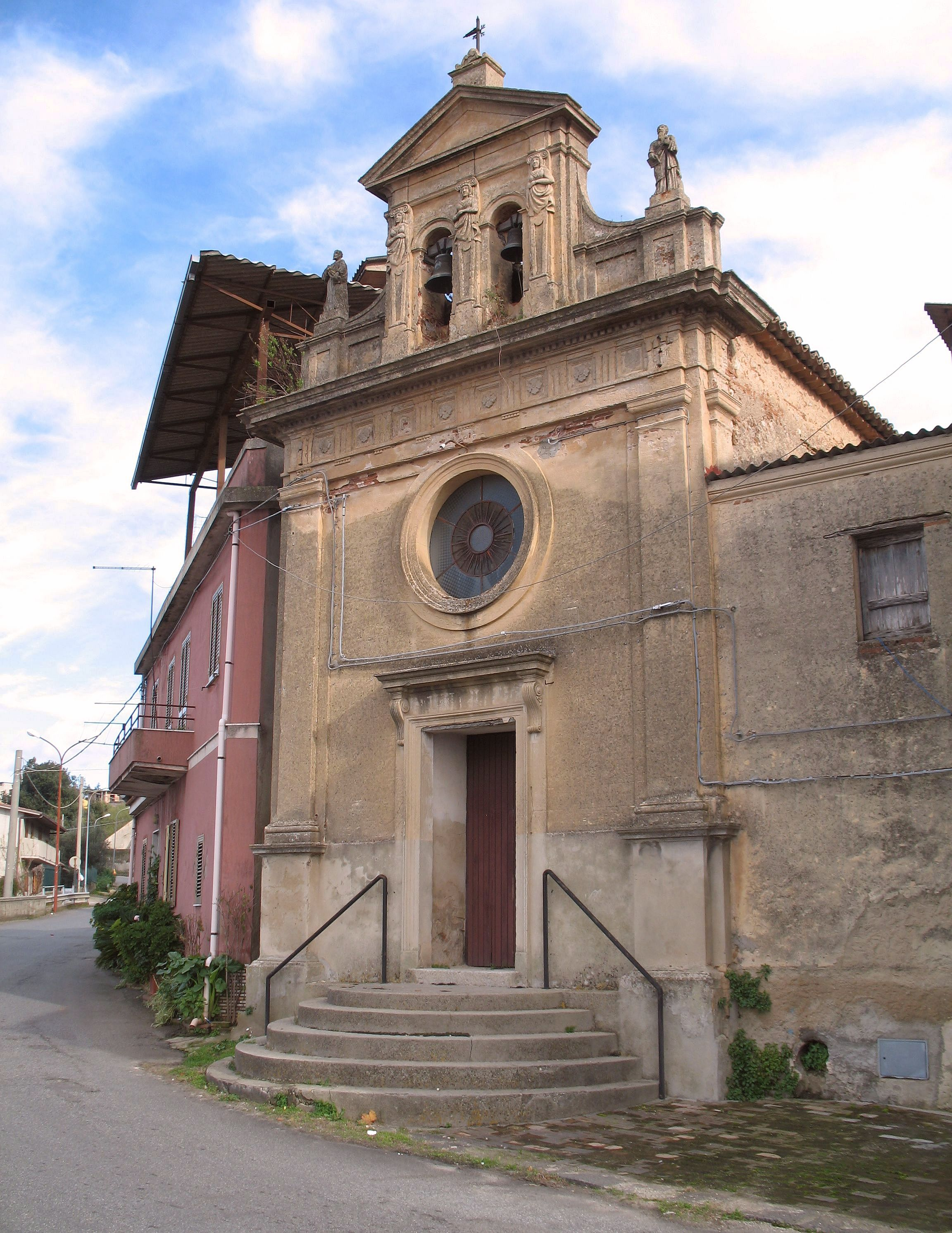
San Francesco Di Paola-kerk
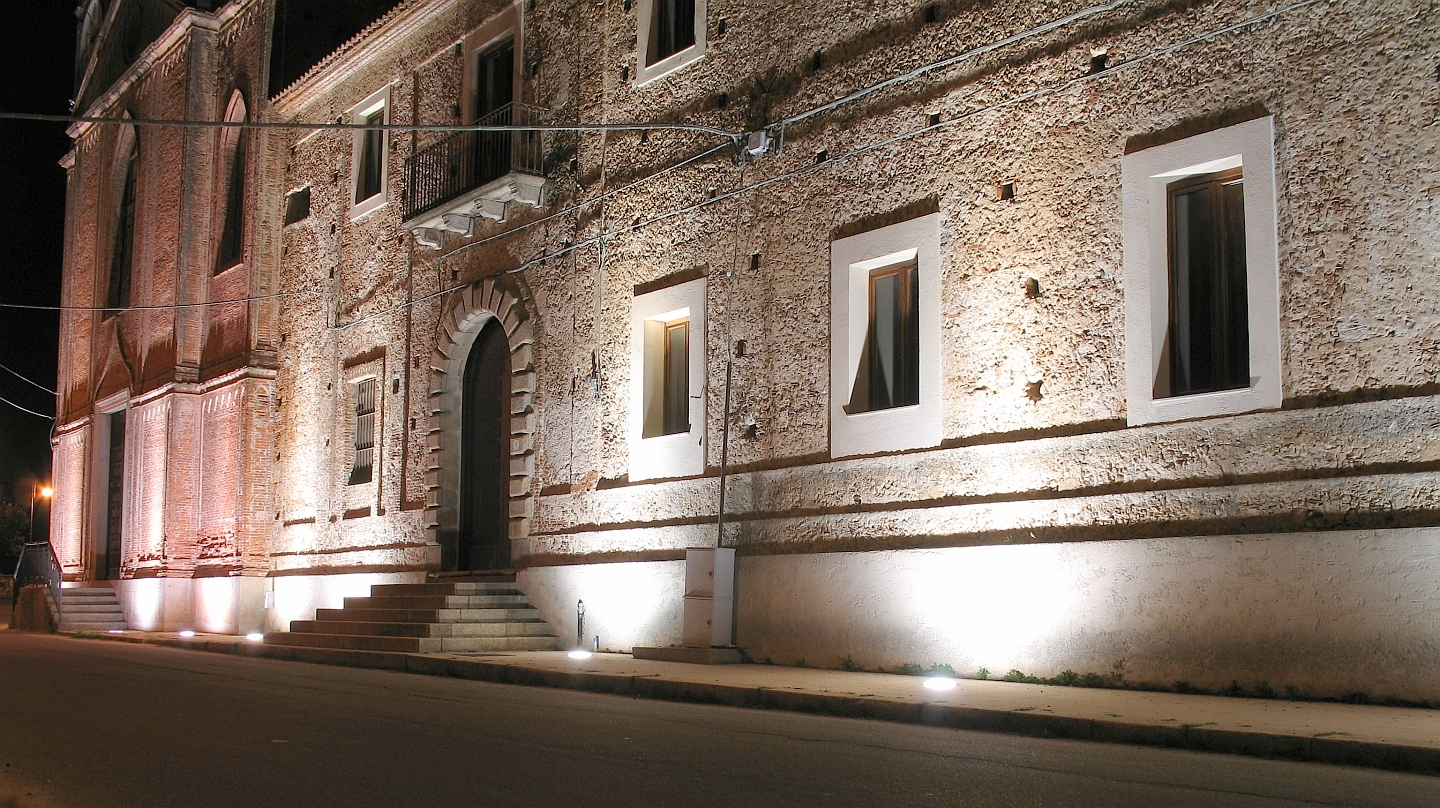
Voormalig klooster